# Hareid
Hareid és un municipi situat al comtat de Møre og Romsdal, Noruega. Té 5.189 habitants (2016) i té una superfície de 82.32 km². El centre administratiu del municipi és el poble homònim.